# Illa de Clare
Clare Island (en gaèlic irlandès Oileán Chliara) és una illa d'Irlanda, al comtat de Mayo, a la província de Connacht. Es troba a l'entrada de la badia de Clew i és famosa perquè fou la llar de la reina pirata irlandesa Gráinne O'Malley. Al sud-oest hi ha les illes deshabitades de Caher Island i Inishturk.

## Història
Des de l'edat mitjana l'illa formà part de les terres de la família O'Malley. A prop del moll a l'extrem oriental de l'illa hi ha les ruïnes d'una casa-torre O'Malley, conegut com a castell de Gráinne O'Malley perquè en fou el resident més famós. També hi ha una petita abadia cistercenca vora la costa sud-oest fundada pels O'Malley com a panteó familiar, i és el possible lloc d'enterrament de Gráinne O'Malley. L'abadia és coneguda per les seves estranyes pintures medievals al sostre. El 1588 un vaixell de l'Armada Espanyola va naufragar a l'illa de Clare i els supervivents foren assassinats pels O'Malley.
Una fita molt important de l'illa fou la construcció del far el 1806 sota el patrocini de John Denis Browne, 1r Marquès de Sligo. El 29 setembre 1813 fou destruïda part de la torre i la llanterna per un incendi causat per l'eliminació descuidada de les metxes de la llum d'oli. Fou reconstruït en 1818. En 1834 un llamp va caure sobre la torre. Després de 159 anys de servei fidel el far va ser posat fora de servei el 28 de setembre de 1965, reemplaçat pel modern far de l'illa Achillbeg al costat sud de l'illa d'Acaill.

## Llengua irlandesa
S'ha fet un intent de reintroduir l'irlandès com a llengua diària a l'illa de Clare (Oileán Chliara). L'illa es troba a la vora de la Gaeltacht de Mayo. Hi ha una escola local en irlandès que intenta ser convertida en Gaelscoil. L'intent ha gaudit d'un important suport local.

## Fauna i flora
Entre 1909 i 1911, el naturalista de Belfast Robert Lloyd Praeger va fer un inventari exhaustiu de les espècies biològiques de l'illa, el Clare Island Survey, sense precedents aleshores i que fou un referent per a futurs estudis. Entre 1990 i 2005 es va fer un nou estudi de l'illa i el resultat en fou publicat en sis volums, el darrer publicat en 2007. Es pot adquirir a través de la Royal Irish Academy (https://www.ria.ie/research/nsci/publications.aspx Arxivat 2013-10-10 a Wayback Machine.) Es considera l'únic estudi d'aquesta mena a Europa i es considera un model a seguir per a mesurar els efectes del canvi climàtic en el medi ambient.

## Cultura
L'illa protagonitza una cançó del grup de folk-rock irlandès The Saw Doctors del seu àlbum de 1996, Same Oul' Town. En la cançó és descrita com un paradís en comparació amb l'agitada vida de la ciutat.

## Galeria

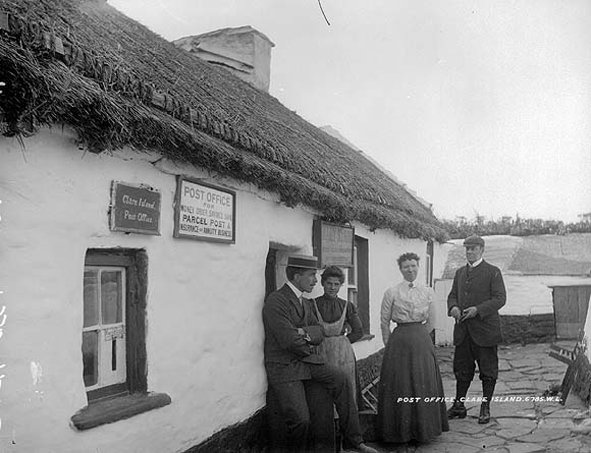
Oficina de correus c. 1900 Clicar per veure
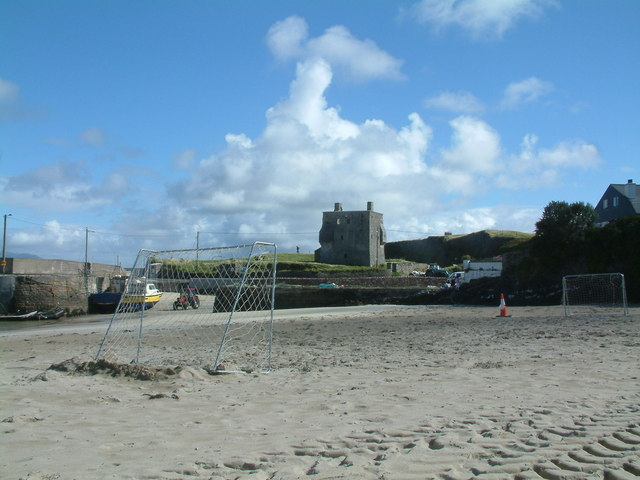
Castell de Gráinne O'Malley Clicar per veure
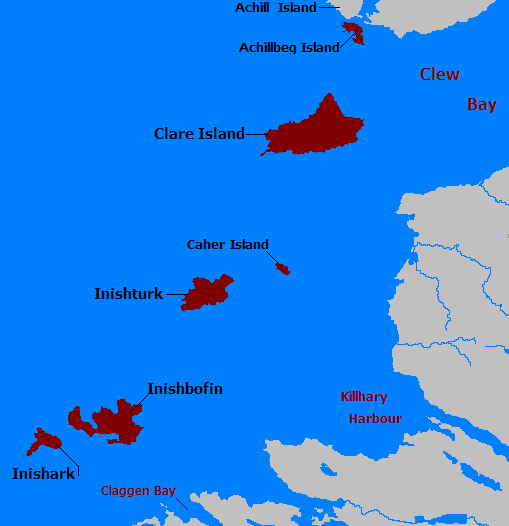
Illes del comtat de Mayo Clicar per veure
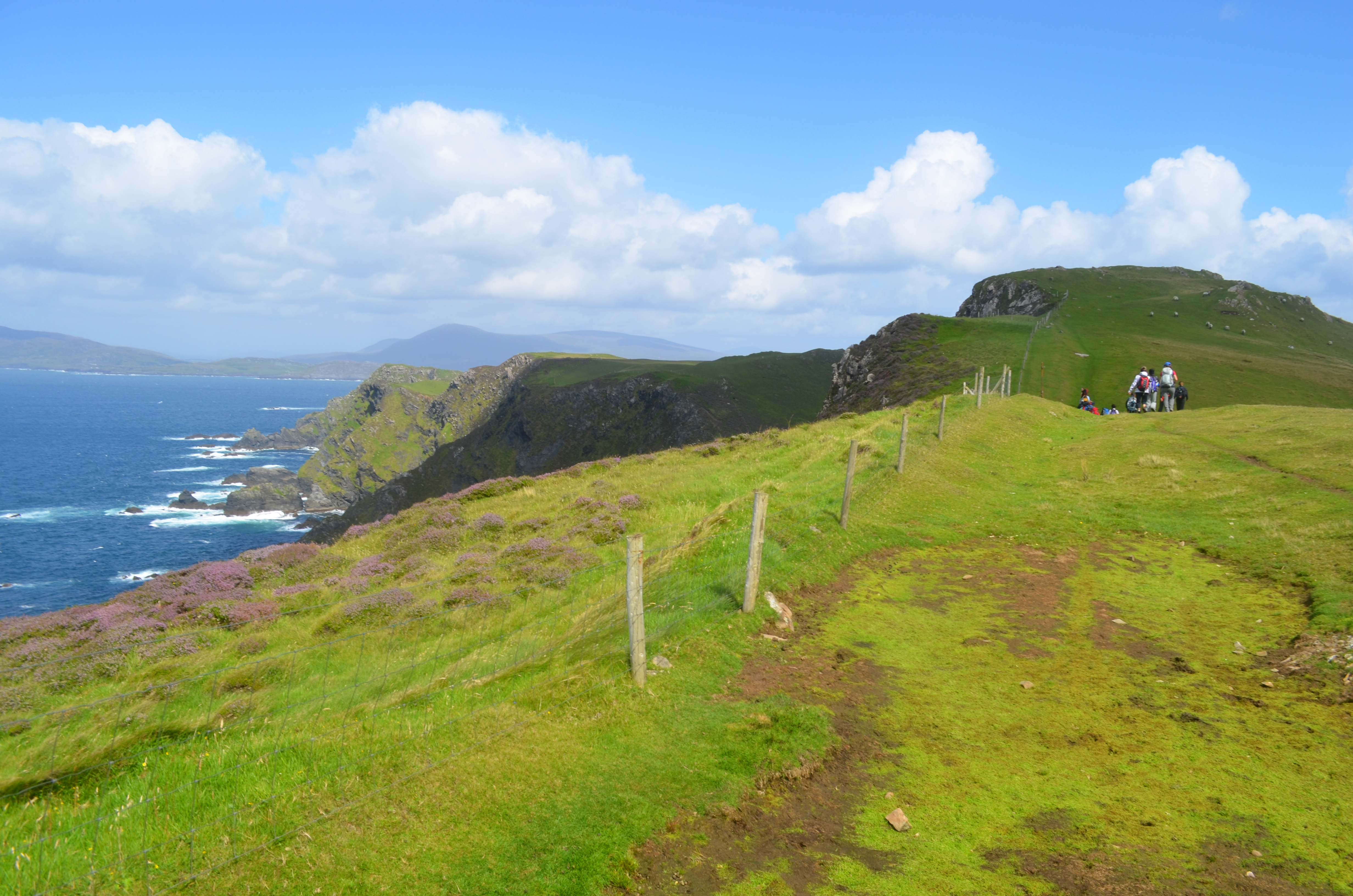
Clare Island. Clicar per veure
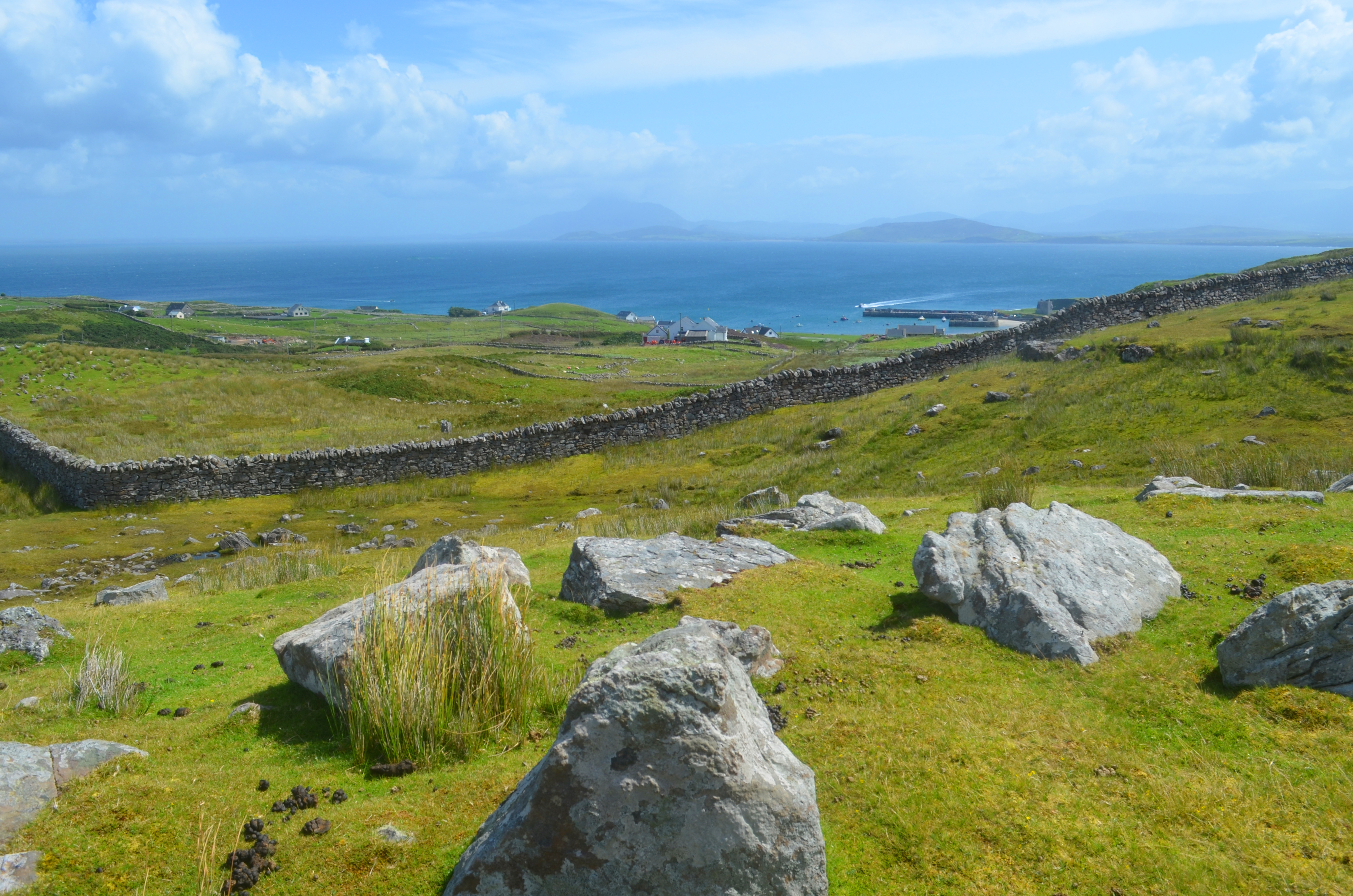
Clare Island. Clicar per veure